# Tchen La Ling
Pour les articles homonymes, voir Ling.
Tchen La Ling (en chinois : 林球立 et en néerlandais : Tscheu La Ling) est un footballeur néerlandais des années 1970 et 1980, né le 6 janvier 1956 à La Haye. Il fait partie du Club van 100.

## Biographie
En tant qu'attaquant, Tchen La Ling fut international néerlandais à quatorze reprises (1977-1982) pour deux buts. Sa première sélection fut honorée le 5 octobre 1977 à Rotterdam, contre l'URSS, match se soldant par un match nul (0-0). Sa dernière sélection fut honorée à Wembley, le 25 mai 1982, contre l'Angleterre, se soldant par une défaite (0-2).
Il évolua dans des clubs néerlandais (ADO La Haye, Ajax Amsterdam et Feyenoord Rotterdam), dans un club grec (Panathinaïkos) et dans un club français (Olympique de Marseille). Il remporta quatre fois le championnat des Pays-Bas et deux fois la coupe. Il fit le doublé championnat-coupe de Grèce en 1984. Avec l'OM, il termina dix-septième du championnat, avec 27 matchs pour 6 buts.

## Clubs
- 1973-1975 :  ADO La Haye
- 1975-1982 :  Ajax Amsterdam
- 1982-1984 :  Panathinaïkos
- 1984-1985 :  Olympique de Marseille
- 1985-1986 :  Feyenoord Rotterdam
- 1986-1987 :  ADO La Haye

## Palmarès
- Championnat des Pays-Bas de football

- - Champion en 1977, en 1979, en 1980 et en 1982
  - Vice-champion en 1978 et en 1981

- Coupe des Pays-Bas de football
  - Vainqueur en 1975 et en 1979
  - Finaliste en 1978, en 1980, en 1981 et en 1987

- Championnat de Grèce de football
  - Champion en 1984

- Coupe de Grèce de football
  - Vainqueur en 1984